# آندرئا دورو

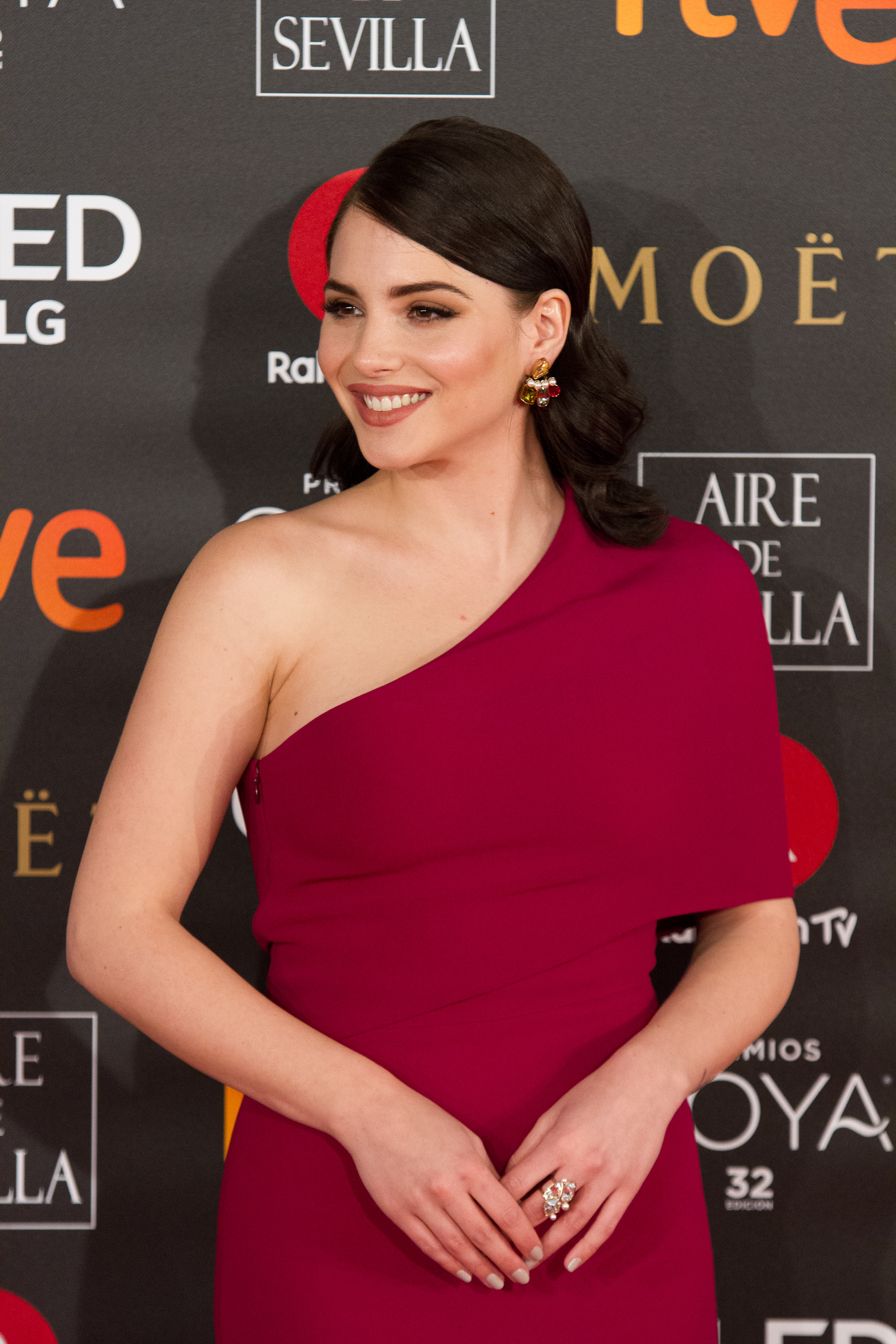
آندرئا دورو در مراسم اهدای جوایز گویا در سال ۲۰۱۸

آندرئا دورو (اسپانیایی: Andrea Duro‎؛ زادهٔ ۱۴ اکتبر ۱۹۹۱) بازیگر و مدل اهل اسپانیا است.
از فیلم‌ها یا مجموعه‌های تلویزیونی که وی در آنها نقش داشته‌است می‌توان به دردسر قریب‌الوقوع، ببخشید اگر عشق صدایت می‌زنم، کلیسای بزرگ دریا، فیزیک یا شیمی، فارغ‌التحصیلی روح و سه قدم بالاتر از بهشت اشاره کرد.